# Ромеро, Ронни
Ронни Ромеро (англ. Ronnie Romero, полное имя Рональд Ромеро-Васкес (исп. Ronald Romero Vasquez; род. 20 ноября 1981, Сантьяго, Чили) — чилийский рок-вокалист и автор текстов песен, известный как участник групп Lords of Black и Rainbow.

## Биография
Родился и вырос в Чили в семье музыкантов, которые были протестантами по вероисповеданию. Начал петь в возрасте 7 лет в церковном госпеловском хоре.
Увлёкшись рок-музыкой, он вскоре понимает, что хочет быть рок-металлическим певцом и развить сильное и мощное пение, соединив вместе лучшее из его любимых певцов: Иэна Гиллана, Дэвида Ковердейла, Стива Перри и особенно почитаемого им Ронни Джеймса Дио.
Начиная с 2009 года Ромеро регулярно бывал в Мадриде, городе, где он развивался профессионально, как музыкант. В ноябре 2010 года гитарист группы Santelmo Херо Рамиро принял его в группу на должность вокалиста чтобы заменить ушедшего Мануэля Эскудеро. 15 апреля 2011 года Ромеро фактически покинул группу, о чём официально объявил 30 апреля.
В 2011 году Ромеро окончательно переезжает в Испанию, где сотрудничает с Хосе Рубио Хименесом в его проекте Jose Rubio’s Nova Era.
В 2012—2013 являлся вокалистом в проекте Aria Inferno, записал с ними сингл «The Staring Serpent» (2013).
В 2013 году познакомился с Тони Эрнандо, на большом концерте, посвящённом памяти Дио. Вместе они выступали в проекте под названием Voces del Rock (2013—2014). Когда Ронни и Тони оказались свободны от своих музыкальных обязательств, они встретились и решили сформировать новую группу под названием «Lords Of Black».
Участвовал в записи рок-оперы Legado de una Tragedia, повествующей о жизни и творчестве Эдгара Аллана По, во II (2014) и III (2016) частях. Это произведение — оригинальный концептуальный альбом, специально написанный для симфонического оркестра. В рок-опере принимали участие лучшие музыканты и рок-певцы Испании.
В 2015 пел в мадридском проекте Alborea Part I, призванном объединить лучших вокалистов Испании.
Начиная с 2015 года он с большим успехом сотрудничает с командой Anatouk, A Night At The Opera, трибьют-проектом группы Queen.
В середине 2015 года Ричи Блэкмор решил возродить Rainbow. По словам Блэкмора, описавшего голос Ромеро как «нечто среднее между Ронни Джеймсом Дио и Фредди Меркьюри»: «Несколько лет назад я задумывался над возрождением старого материала, но чем больше размышлял, тем менее привлекательной эта идея казалась. Но вот я услышал Ронни Ромеро. У него мощный голос и свежий подход, и это дало мне финальный толчок. Я довольно требователен к вокалистам, но в данном случае я абсолютно спокоен. У этого парня большое будущее на сцене. Его голос напоминает голос Ронни Дио и поэтому он идеально подходит для задуманного. При этом он достаточно универсален и вполне может исполнять песни Гиллана». Сам Ромеро сказал в интервью Rafabasa.com: «Я не знаю, как долго находился в списке кандидатов, но они связались со мной несколько месяцев назад, в начале этого лета, и рассказали о прослушивании. Я в мельчайших подробностях помню „первый день“ и первое приветствие. Я получил письмо от Блэкмора, пока занимался повседневными делами, и это было непросто переварить даже спустя несколько дней и недель». 6 ноября того же года Ричи Блэкмор объявил публично, что Ронни будет новым вокалистом Rainbow. В 2016 и 2017 годах состоялось несколько концертов Rainbow в Европе, все они прошли на «Ура!» и при полных аншлагах.
В 2016 году состоялся большой концертный тур Lords of Black в поддержку второго альбома, охвативший Европу и Японию. Часть концертов состоялась совместно с группой Axel Rudi Pell.
В 2017 году участвовал в записи концептуального альбома, посвященного самому известному пирату Германии — FB1964 — Stortebeker.
Летом 2017 был выпущен альбом проекта The Ferrymen, который объединил вокалиста Ронни Ромеро, гитариста Primal Fear Магнуса Карлсона и барабанщика Майка Террану
В 2017 Ронни сотрудничал с группой RENEGADE, записал с ними трек с названием «No Name».
С августа 2017 года Ронни входит в состав аргентинской группы WALTER GIARDINO TEMPLE. Группа уже гастролировала по Европе и Южной Америке в октябре и ноябре 2017.
В конце 2017 было объявлено о создании еще одного нового проекта с участием Ронни — CORELEONI. Этот проект, по словам его основателя Лео Леони, дань памяти его погибшему другу, легендарному вокалисту Стиву Ли, и трибьют группе Gotthard. Дебютный альбом CORELEONI даже носит название «The Greatest Hits — Part 1», но при этом помимо песен с первых трёх альбомов Gotthard’а в него вошла новая песня «Walk on Water», выпущен 23 февраля 2018.
В январе 2018 Ронни Ромеро записал песню дуэтом с чилийской певицей Катериной Никс (Caterina Nix) для её будущего альбома.
16 марта 2018 (9 марта в Японии) выходит новая песня легендарной RAINBOW — «Waiting For A Sign».

## Дискография
Santelmo
- 2010 — La Tempestad (демо)

José Rubio´s Nova Era
- 2012 — José Rubio´s Nova Era

Lords of Black
- 2014 — Lords of Black
- 2016 — II

Rainbow
- 2016 — Memories in Rock — Live in Germany
- 2017 — Live In Birmingham 2016

The Ferrymen
- 2017 — The Ferrymen

Nozomu Wakai's Destinia
- 2018 — Metal Souls

CoreLeoni
- 2018 — The Greatest Hits — Part 1

Elegant Weapons
- 2023 — Horns For A Halo